# Kroniki Matthew Bartholomew
Kroniki Matthew Bartholomew – cykl powieści historyczno-kryminalnych autorstwa Susanny Gregory.
Każda z powieści stanowi odrębną całość, jedynie luźnie powiązaną z poprzednimi. Akcja toczy się w średniowiecznym Cambridge. Wykładowca medycyny na miejscowym uniwersytecie, Matthew Bartholomew, wraz z oddanym przyjacielem, Bratem Michaelem, w każdym tomie musi wyjaśniać tajemnicze i mroczne intrygi snute przez rządnych władzy lub zemsty profesorów i nieprzychylnych im mieszczan. Odnalezienie winnych staje się dla głównych bohaterów nie tylko sprawą honoru, ale również walką o życie swoje i najbliższych.
Jedynie trzy pierwsze powieści z serii zostały przetłumaczone na język polski i wydane w 1999 roku przez wydawnictwo Świat Książki.

## W tej serii ukazały się
1. Robaczywe Jabłko (org. A Plague on Both Your Houses), wyd. 1996
2. Wspólnicy piekieł (org. An Unholy Alliance), wyd. 1996
3. Kość Niezgody (org. A Bone of Contention), wyd. 1997
4. A Deadly Brew, wyd. 1998
5. A Wicked Deed, wyd. 1999
6. A Masterly Murder, wyd. 2000
7. An Order for Death, wyd. 2001
8. A Summer of Discontent, wyd. 2002
9. "A Killer in Winter, wyd. 2003
10. The Hand of Justice, wyd. 2004
11. The Mark of a Murderer, wyd. 2005
12. The Tarnished Chalice, wyd. 2006
13. To Kill or Cure, wyd. 2007
14. The Devil's Disciples, wyd. 2009
15. A Vein of Deceit, wyd. 2009